# منظمة استدامة

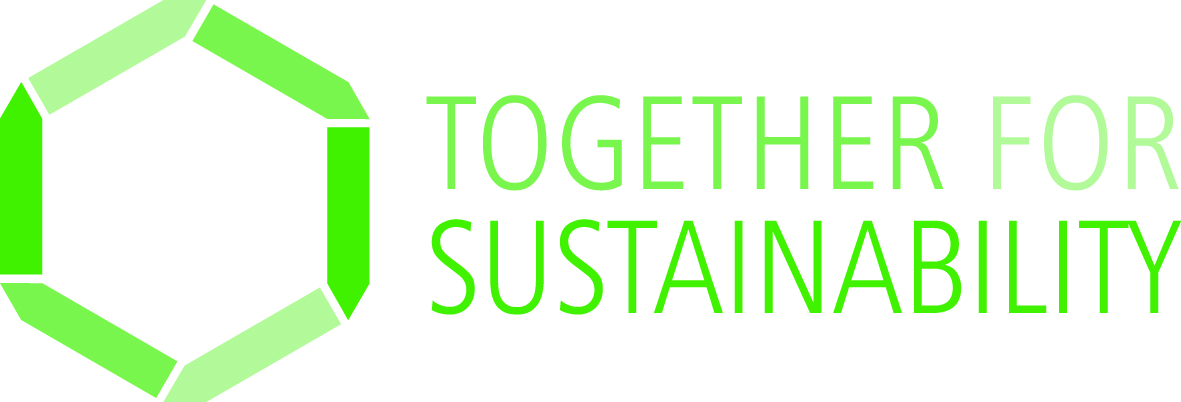
تعد منظمة الاستدامة (1) مجموعة منظمة من الأشخاص تهدف إلى تعزيز الاستدامة و/أو (2) تلك الإجراءات لتنظيم شيء ما على نحو مستدام.

تعد منظمة الاستدامة (1) مجموعة منظمة من الأشخاص تهدف إلى تعزيز الاستدامة و/أو (2) تلك الإجراءات لتنظيم شيء ما على نحو مستدام. خلافًا للعديد من منظمات الأعمال التجارية، لا تقتصر منظمات الاستدامة على تنفيذ استراتيجيات الاستدامة التي توفر لها منافع اقتصادية وثقافية تتحقق من خلال المسؤولية البيئية. بالنسبة لمنظمات الاستدامة، يمكن أن تكون الاستدامة غاية في حد ذاتها دون مزيد من المبررات.
في الآونة الأخيرة، أصبحت البيئة الطبيعية قضية إستراتيجية رئيسية في الأوساط التجارية والأكاديمية على حد سواء. من خلال «تنفيذ استراتيجيات الاستدامة، يمكن للشركات أن تدمج الربحية طويلة الأجل مع جهودها الرامية إلى حماية النظام الإيكولوجي، ما يتيح لها الفرص لتحقيق المزايا التنافسية التقليدية وقيادة التكلفة والتمايز السوقي عن طريق المسؤولية البيئية». دأبت بعض المنظمات على استخدام استراتيجيات الاستدامة.

## تعريف
يمكن عمومًا تعريف النظام المستدام في المصطلحات البيئية بأنه «نظام حي يعمل بطريقة لا يستخدم فيها الموارد بسرعة أكبر مما يمكن تعويضه بصورة طبيعية، فالنظام الاقتصادي المستدام يعمل على نحو تكون فيها النفقات مساوية للدخل أو أقل منه». تؤكد النظم الاجتماعية المستدامة أن جميع الأعضاء يُسمح لهم بالمساهمة، وبالتالي توليف المنتج النهائي.

### استدامة المؤسسات التجارية
تشير استدامة المؤسسات التجارية إلى «أنشطة شركة، طوعية بحكم التعريف، تُظهر إدراج الشواغل الاجتماعية والبيئية في عمليات الأعمال التجارية وفي التفاعلات مع أصحاب المصلحة». ينبغي لكل منظمة فردية أن تختار أهدافها ونهجها الخاصة بها فيما يتعلق باستدامة المؤسسات، بما يتوافق مع أهداف المنظمة ونواياها ومع إستراتيجية المنظمة، كاستجابة مناسبة للظروف التي تعمل فيها.

### دوافع المنظمات المنفذة لإستراتيجيات الاستدامة

#### دوافع بيئية
- الحفاظ على الطاقة
- الحفاظ على الموارد
- الحد من التلوث
- الحد من النفايات

#### دوافع اقتصادية
- تحقيق الإيرادات
- احتمالية تخفيض التكاليف
- الرخصة الاجتماعية، تشترك مع تحقيق الإيرادات ولكنها تستوجب قسمًا خاصًا
- الحد من الإهدار

#### ضغوط قانونية وتنظيمية
- قانون الهواء النقي الأمريكي
- قانون حفظ الموارد واستردادها الأمريكي
- قانون المياه النظيفة الأمريكي

## قائمة منظمات الاستدامة حسب الموضوع

### الزراعة
تشمل الزراعة المستدامة إجراءات التصميم والإدارة التي تتفق مع العمليات الطبيعية من أجل حفظ جميع الموارد وتقليل إنتاج النفايات وإلحاق الضرر بالنظم الطبيعية، مع الحفاظ على الربحية الزراعية أو تحسينها. تعد نظم الزراعة المستدامة «مصممة للاستفادة إلى أقصى حد من الدورات الحالية لمغذيات التربة والمياه، وتدفقات الطاقة، والكائنات النافعة للتربة، ومكافحة الآفات الطبيعية. تسعى هذه الأنظمة أيضًا إلى إنتاج الغذاء المغذي لكنه غير ملوث بمنتجات مثل الأسمدة المركبة اصطناعيًا، والمبيدات الحشرية، ومنظِمات النمو، والإضافات الغذائية للمواشي. كثيرًا ما تعتمد نظم الزراعة المستدامة على الدورات الزراعية، أو مخلفات المحاصيل، أو الفضلات الحيوانية، أو البقوليات، أو الأسمدة الخضراء، أو النفايات العضوية غير الزراعية، أو الزراعة الميكانيكية الملائمة أو الحراثة الدنيا لتحسين نشاط السيطرة على الآفات الطبيعية والحيوية للتربة من أجل الحفاظ على خصوبة التربة وإنتاجية المحاصيل». تطبَق أيضًا الضوابط الحيوية والثقافية لمكافحة الآفات والأعشاب الضارة والأمراض. تهدف المنظمات الزراعية المستدامة إلى تثقيف المزارعين وتشجيعهم على تنفيذ الممارسات الزراعية المستدامة في إنتاجهم. ترعى العديد منها مشاريع البحث والتوعية التعليمية.

### منظمات الاستدامة الزراعية
- مركز معلومات نظم الزراعة البديلة، يقدم معلومات وروابط إلى مواقع ووثائق أخرى على شبكة الإنترنت عن الزراعة المستدامة
- شبكة إنفايرولينك للأخبار ومعلومات شبكة الأعمال المستدامة
- الهيئة الوطنية لمعلومات الزراعة المستدامة، تقدم منشورات متعمقة عن ممارسات الإنتاج، ومشاريع المحاصيل والمواشي البديلة، والتسويق الابتكاري، والتصديق العضوي، وأبرز الأنشطة الزراعية المستدامة المحلية والإقليمية لوزارة الزراعة واتحادية أخرى.
- معهد سايتلاين الذي كان سابقًا منظمة مراقبة البيئة في الشمال الغربي، وهي منظمة غير ربحية تهدف إلى تعزيز اقتصاد ونمط حياة مستدامين في شمال غرب المحيط الهادئ، وهي منطقة حيوية تحددها مستجمعات مياه الأنهار المتدفقة عبر منطقة الغابات المطيرة المعتدلة في أمريكا الشمالية[5]
- أداة الاتصال والتواصل في البحوث والعلوم الزراعية المستدامة التابع لبرنامج البحوث والعلوم الزراعية المستدامة.
- جمعية الأراضي الزراعية تطور نظم متنوعة لزراعة الحبوب الدائمة لحل مشاكل مثل تعرية التربة، والاعتماد على الطاقة، وتلويث المياه.[6]
- شمال غربي مستدام، هي منظمة يقع مقرها في مدينة بورتلاند في ولاية أوريغون، تعمل على تكوين اقتصاد مستدام في إقليم الشمال الغربي الهادئ[7]
- التحالف الغذائي، لدعم الزراعة المستدامة[8]

### البناء والبنية التحتية
«من خلال استخدام أساليب ومواد بناء أكثر كفاءة، يقدّر أنه بإمكاننا تقليل استهلاك الطاقة والموارد و/أو إنتاج النفايات بنسبة 50 إلى 60 في المئة دون تقليل القيمة، أو الجماليات، أو الوظيفة.» مع أخذ موارد الأرض المحدودة في الاعتبار، إلى جانب الإقرار بأن المنتجات المصنعة، بما في ذلك جميع مواد البناء، تؤثر على موارد الأرض، أصبح من المهم جدًا اتخاذ قرارات معقولة بشأن استخدام هذه الموارد المحدودة للحفاظ على بيئتنا الطبيعية إلى جانب الحضارة البشرية. من شأن الاستخدام المتزايد لمواد وأساليب البناء التي تتسم بالكفاءة في استخدام الموارد أن تساعد على استحثاث ممارسات أكثر استدامة على نطاق صناعة البناء والإنشاء.

### منظمات البناء والبنية التحتية المستدامة
- البناء الأخضر، لمعلومات موثوقة حول إنشاء وتصميم بناء مسؤول بيئيًا من ناشرين تابعين لإنفايرومنتال بيلدنغ نيوز[11]
- أويكوس، لمعلومات تفصيلية عن التصميم والبناء المستدامين[12]
- شبكة البناء الصحي، تدعم مواد البناء الصحية كوسيلة لتحسين الصحة العامة والحفاظ على البيئة العالمية
- مجلس استدامة البنية التحتية في أستراليا، أسِس من قبل مجموعة من المهنيين الصناعيين من ذوي الخلفيات الهندسية والبيئية والتخطيطية والقانونية والمالية والإنشائية العاملين في كل من المنظمات الخاصة والعامة ذات الصلة بالبنية التحتية.
- رابطة نقابة البناء البيئي في الشمال الغربي للمهنيين في مجال البناء وملاك المنازل المهتمين ببناء مستدام بيئيًا [13]
- ذابوش دوت أورغ، هي منظمة غير حكومية مقرها إستونيا ولها نطاق دولي يربط المتطوعين مع مشاريع بناء مستدامة في جميع أنحاء العالم لتبادل العمل والمهارات والمعرفة.

### الأعمال
تشارك منظمات الأعمال التجارية المستدامة في الممارسات البيئية أو الخضراء بغية التأكد من أن جميع العمليات والمنتجات وأنشطة التصنيع تعالج بالقدر الكافي الشواغل البيئية الحالية مع الاحتفاظ بالأرباح. في نفس الوقت، فإن هذه العمل يلبي احتياجات العالم الحالي دون المساس بقدرة أجيال المقبلة على تلبية احتياجاتها الخاصة. تعد طريقة لتقييم كيفية تصميم المنتجات التي تتوافق مع الظروف البيئية الحالية ومدى كفاءة أداء منتجات الشركة مع الموارد المتجددة. هناك العديد من المنظمات والشبكات التي تتفاعل حاليًا مع المؤسسات التجارية من أجل إدماج الاستدامة في أهدافها المركزية والمساهمة في حركة الأعمال التجارية المسؤولة بيئيًا واجتماعيًا.
منظمات الأعمال المستدامة:
- مشروع موارد الأعمال والصناعة، يوفر معلومات مجانية، ومساعدة وإحالات من أجل مساعدة أعمال سياتل على تحسين أدائها البيئي[18]
- أعمال للمسؤولية الاجتماعية، هي منظمة عضوية في الأعمال[19]
- مركز للاقتصاد المستدام، هي منظمة غير حزبية للبحوث والسياسات تدعم فرض ضرائب مبتكرة وغير ذلك من النهج القائمة على السوق لتحقيق اقتصاد مستدام[20]
- سيريس، هو أكبر تحالف لمجموعات بيئية واستثمارية وتوعوية تعمل معًا من أجل تحقيق الازدهار المستدام. تشكل هذه المجموعات مجتمعًا من الشركات التطلعية التي التزمت بالتحسين البيئي المستمر عن طريق إقرار مبادئ سيريس؛ مدونة سلوك بيئية من عشر نقاط.
- الشركات الباردة، تعد دليلًا للشركات التي تسعى إلى خفض تكاليف الطاقة والحد من التلوث.[21]
- المبادرة العالمية للإدارة البيئية، إعداد تقارير موحدة عن الأنشطة البيئية والاقتصادية والاجتماعية[22]
- غرين بيز، وهو مركز موارد للأعمال، والبيئة، والمحصلة النهائية[23][24]
- الجمعية الدولية لمهنيي الاستدامة، هي رابطة مهنية للأشخاص العاملين في مجال الاستدامة. ينصب التركيز على تنمية مهنة الاستدامة، فضلًا عن كفاءات وخبرة العاملين في الميدان.
- أنماط الحياة للصحة والاستدامة، جزء من السوق يركز على الصحة واللياقة، والبيئة، والتنمية الشخصية، والحياة المستدامة، والعدالة الاجتماعية.[25]
- برنامج ساكرامنتو للأعمال المستدامة، يُعتبر شراكة إقليمية تشجع الأعمال على اعتماد ممارسات صديقة للبيئة ومستدامة. يصدق ويدعم الأعمال التي تتخذ إجراءات طوعية للحفاظ على الطاقة والمياه، والحد من النفايات والتلوث، وإعادة تدوير المنتجات وشراء المنتجات المعاد تدويرها، وتحسين جودة الهواء، وتنفيذ تدابير لبناء أخضر.[26]
- استدامة فلوريدا، هي قناة إخبارية وإعلامية على الإنترنت تركز على الأشخاص، والمكان، والربح؛ القاعدة الثلاثية للاستدامة.  متمركزة خارج فلوريدا، نظمت المنظمة قمة كبرى جمعت قادة من مختلف قطاعات الابتكار لمناقشة المبادرات الإقليمية وعلى مستوى الولايات لتحسين نوعية الحياة لليوم والغد.[27]